# هارتفورد (ألاباما)
هارتفورد (بالإنجليزية: Hartford)‏ هي مدينة أمريكية تقع في ولاية ألاباما.تبلغ مساحة هذه المدينة 16.1 (كم²)،ويبلغ عدد سكانها 2369 نسمة حسب إحصاء سنة 2010 م.تشير الإحصاءات بأن الكثافة السكانية في هذه المدينة تقدر بـ(147.1) نسمة/كم2.

## التركيبة السكانية
حدّد مكتب تعداد الولايات المتحدة بيانات التركيبة السكانية لهارتفورد في تعداد الولايات المتحدة. في ما يلي، التركيبة السكانية حسب تعدادي 2000 و2010.

### تعداد عام 2000
بلغ عدد سكان هارتفورد 2,369 نسمة بحسب تعداد عام 2000، وبلغ عدد الأسر 966 أسرة وعدد العائلات 647 عائلة مقيمة في المدينة. في حين سجلت الكثافة السكانية 146.3 نسمة لكل كيلومتر مربع (378.9/ميل2). وبلغ عدد الوحدات السكنية 1,121 وحدة بمتوسط كثافة قدره 69.2 لكل كيلومتر مربع (179.2/ميل2).
وتوزع التركيب العرقي للمدينة بنسبة 79.11% من البيض و19.63% من الأمريكيين الأفارقة و0.42% من الأمريكيين الأصليين و0.30% من الأعراق الأخرى و0.55% من عرقين مختلطين أو أكثر و1.69% من الهسبانيون أو اللاتينيون من أي عرق.
بلغ عدد الأسر 966 أسرة كانت نسبة 32.5% منها لديها أطفال تحت سن الثامنة عشر تعيش معهم، وبلغت نسبة الأزواج القاطنين مع بعضهم البعض 49% من أصل المجموع الكلي للأسر، ونسبة 13.8% من الأسر كان لديها معيلات من الإناث دون وجود شريك، بينما كانت نسبة 4.2% من الأسر لديها معيلون من الذكور دون وجود شريكة وكانت نسبة 33% من غير العائلات. تألفت نسبة 31.1% من أصل جميع الأسر من عدة أفراد يعيشون في نفس المنزل ونسبة 15% كانت تتألف من شخص يعيش بمفرده يبلغ من العمر 65 عاماً أو أكثر. وبلغ متوسط حجم الأسرة المعيشية 2.35، أما متوسط حجم العائلات فبلغ 2.90.
بلغ العمر الوسطي للسكان 42.6 عاماً. وكانت نسبة 22.9% من القاطنين تحت سن الثامنة عشر، وكانت نسبة 6.4% بين الثامنة عشر والرابعة والعشرين عاماً، ونسبة 24% كانت واقعةً في الفئة العمرية ما بين الخامسة والعشرين والرابعة والأربعين عاماً، ونسبة 24.3% كانت ما بين الخامسة والأربعين والرابعة والستين، ونسبة 18.1% كانت ضمن فئة الخامسة والستين عاماً فما فوق. يوجد لكل 100 أنثى 88.2 ذكر، ويوجد لكل 100 أنثى في الثامنة عشر من عمرها فما فوق 81.6 ذكر.
بلغ متوسط دخل الأسرة في المدينة 23,324 دولارًا، أما متوسط دخل العائلة فبلغ 30,919 دولارًا. وكان متوسط دخل الذكور 25,843 دولارًا مقابل 21,838 دولارًا للإناث. وسجل دخل الفرد الخاص بالمدينة 13,290 دولارًا. وكانت نسبة 19.9% من العائلات ونسبة 19.8% من السكان تحت خط الفقر، وكان من هؤلاء نسبة 29% تحت سن الثامنة عشر ونسبة 19.1% في الخامسة والستين من العمر وما فوق.

### تعداد عام 2010
بلغ عدد سكان هارتفورد 2,624 نسمة بحسب تعداد عام 2010، وبلغ عدد الأسر 1,059 أسرة وعدد العائلات 677 عائلة مقيمة في المدينة. في حين سجلت الكثافة السكانية 162.1 نسمة لكل كيلومتر مربع (419.8/ميل2). وبلغ عدد الوحدات السكنية 1,196 وحدة بمتوسط كثافة قدره 73.9 لكل كيلومتر مربع (191.4/ميل2).
وتوزع التركيب العرقي للمدينة بنسبة 77.86% من البيض و17.91% من الأمريكيين الأفارقة و0.57% من الأمريكيين الأصليين و0.11% من الأمريكيين ذوي الأصول الآسيوية و1.79% من الأعراق الأخرى و1.75% من عرقين مختلطين أو أكثر و3.09% من الهسبانيون أو اللاتينيون من أي عرق.
بلغ عدد الأسر 1,059 أسرة كانت نسبة 29.1% منها لديها أطفال تحت سن الثامنة عشر تعيش معهم، وبلغت نسبة الأزواج القاطنين مع بعضهم البعض 44.3% من أصل المجموع الكلي للأسر، ونسبة 15.6% من الأسر كان لديها معيلات من الإناث دون وجود شريك، بينما كانت نسبة 4.1% من الأسر لديها معيلون من الذكور دون وجود شريكة وكانت نسبة 36.1% من غير العائلات. تألفت نسبة 32.5% من أصل جميع الأسر من عدة أفراد يعيشون في نفس المنزل ونسبة 16.2% كانت تتألف من شخص يعيش بمفرده يبلغ من العمر 65 عاماً أو أكثر. وبلغ متوسط حجم الأسرة المعيشية 2.40، أما متوسط حجم العائلات فبلغ 3.02.
بلغ العمر الوسطي للسكان 42.9 عاماً. وكانت نسبة 21.8% من القاطنين تحت سن الثامنة عشر، وكانت نسبة 9.5% بين الثامنة عشر والرابعة والعشرين عاماً، ونسبة 20.9% كانت واقعةً في الفئة العمرية ما بين الخامسة والعشرين والرابعة والأربعين عاماً، ونسبة 26.1% كانت ما بين الخامسة والأربعين والرابعة والستين، ونسبة 21.6% كانت ضمن فئة الخامسة والستين عاماً فما فوق. وتوزع التركيب الجنسي للسكان بنسبة 46.5% ذكور و53.5% إناث.

## أعلام
- ديكسي هويل
- سكوت بيكوك
- كارل وارد